# Yandro Quintana Rivalta
Yandro Quintana Rivalta (Ciego de Ávila, Cuba, 30 de enero de 1980) es un deportista cubano especialista en lucha libre olímpica donde llegó a ser campeón olímpico en Atenas 2004.

## Carrera deportiva
En los Juegos Olímpicos de 2004 celebrados en Atenas ganó la medalla de oro en lucha libre olímpica de pesos de hasta 60 kg, por delante del luchador iraní Masoud Mostafa-Jokar (plata) y del japonés Kenji Inoue (bronce).